# Frenzy de Cape Cod
Pour les articles homonymes, voir Frenzy (homonymie).
Le Frenzy de Cape Cod (en anglais : Cape Code Frenzy) est une franchise américaine de basket-ball. Le club, situé dans la ville de Sandwich appartient à l'American Basketball Association.
L'équipe était basée jusqu'en 2006 dans la ville de Boston sous le nom de Frenzy de Boston